# Castelo das Adzaharas
O Castelo das Adzaharas localiza-se no municípios de La Vall de Laguar, província de Alicante, na comunidade autónoma da Comunidade Valenciana, na Espanha.

## História
A primitiva ocupação humana de seu sítio remonta à pré-história, conforme o testemunham os achados arqueológicos de restos cerâmicos na sua região.
Constitui-se numa fortificação muçulmana, acerca da qual existe escassa documentação.
Foi conquistado em 1609 pelas forças de Sancho de Luna e, após a expulsão dos mouriscos da Espanha, foi abandonado.
Actualmente observa-se uma antropização nas encostas do monte em que se ergue, devido à expansão das áreas de cultivo

## Características
De pequenas dimensões, apresenta uma estrutura singular, composta por dois recintos de planta rectangular, parcialmente escavados na rocha, de que apenas restam alguns vestígios das muralhas, em taipa.